# Сухий, Штепан
Штепан Сухий (чеш. Štěpán Suchý; 20 августа 1872, Арад — 3 марта 1920, Прага) — чешский скрипач и музыкальный педагог.
Родился в семье кларнетиста, игравшего в театральном оркестре. Учился в Араде, Белграде, Опаве и Праге. В 1886—1890 гг. играл в оркестре Национального театра в Брно, затем в Немецкой опере в Праге. В 1892 г. совершил концертное турне по Южной Африке — в частности, с большим успехом выступил на Международной южноафриканской выставке в Кимберли. По возвращении из Африки в 1892—1897 гг. учился в Пражской консерватории у Отакара Шевчика, став одним из наиболее важных его учеников. С 1897 г. преподавал там же, сперва как ассистент Шевчика, с 1902 г. профессор. Среди его учеников, в частности, Бедржих Волдан, Франтишек Кудлачек, Эмил Голый, Ярослав Шишковский, в 1906—1907 гг. у него учился игре на скрипке Богуслав Мартину. Одновременно в 1899—1903 гг. играл на скрипке в одном из первых составов Чешского трио, с Карелом Хофмайстером и Бедржихом Вашкой.